# Francesco Eugenio Guasco di Castelletto
Francesco Eugenio Guasco, dei Marchesi di Castelletto, (Alessandria, 3 novembre 1725 – Roma, 22 dicembre 1798), è stato un nobile, religioso, letterato e storico italiano.
Nel contesto degli studi classici italiani del XVIII secolo, Guasco emerge come figura paradigmatica dell'erudito antiquario, dedicandosi allo studio e alla valorizzazione degli elementi materiali dell'antichità, in linea con le tendenze epistemologiche dell'epoca.
La sua opera si inserisce nel più ampio movimento culturale che mirava al recupero e alla reinterpretazione del patrimonio classico, attraverso un'approfondita analisi degli artefatti e delle testimonianze fisiche lasciate dalle civiltà antiche. Oltre a tale peculiare inclinazione verso l'antiquaria, Guasco si distingue per una serie di competenze aggiuntive che arricchiscono il suo profilo intellettuale. Dimostra, infatti, una solida conoscenza della lingua greca e una padronanza impeccabile del latino, competenze che riflettono il suo profondo legame con il mondo classico e la sua educazione umanistica.
A queste si aggiungono interessi di natura letteraria e politica, che testimoniano la sua partecipazione attiva al dibattito culturale e sociale del suo tempo. La somma di queste doti rende Guasco un intellettuale di notevole importanza nel panorama culturale italiano del Settecento.
La sua figura rappresenta un esempio eloquente dell'idealità dell'erudito dell'epoca, in grado di coniugare la rigorosa analisi filologica con un vivace interesse per le questioni contemporanee, contribuendo in tal modo all'arricchimento del tessuto culturale e scientifico della sua epoca.

## Biografia

### Origine e formazione
Membro dell'antica famiglia alessandrina dei Guasco, appartenente al ramo dei Marchesi di Castelletto d'Erro, fu il secondogenito di Guarnerio Lorenzo Guasco, marchese di Castelletto d'Erro, e di Maria Violante Turinetti, dei conti di Pertengo. Francesco Eugenio e il fratello maggiore Carlo, che si distinse anch'esso come poeta e storico, beneficiarono di un'istruzione letteraria di qualità, culminata negli studi presso il Collegio Romano sotto la supervisione del gesuita Giulio Cesare Cordara, noto letterato e storico nonché amico della famiglia. Francesco intraprese in seguito un percorso che gli consentì di armonizzare la sua vocazione letteraria con l'aspirazione ad ottenere benefici ecclesiastici. Adottò pertanto lo stato clericale, ricevendo gli ordini minori, e completò i suoi studi laureandosi a Torino nel 1746.

### Prime attività ad Alessandria
Inizialmente, cercò di dare forma alle sue aspirazioni ad Alessandria, città in cui, sempre insieme al fratello Carlo, contribuì alla rinascita di un'antica e illustre istituzione culturale caduta in declino, l'"Accademia degli Immobili". Ne fu "principe", con il nome di Svegliato, e presiedette alla cerimonia di rilancio, tenutasi nel palazzo vescovile il 28 giugno 1751. Di fronte alla mancanza di opportunità soddisfacenti nella sua città natale, decise di trasferirsi a Roma per approfondire i suoi studi prediletti. Tuttavia, prima della partenza da Alessandria nel 1753, pubblicò la sua opera iniziale, "Lettere su Voltaire", indirizzate a Giovanni Maria Della Torre. Nonostante alcuni accenni ai temi illuministi, in queste lettere Guasco espresse una marcata avversione nei confronti delle posizioni di Voltaire, soprattutto riguardo alle "Lettres philosophiques" e agli "Éléments de la philosophie de Newton", criticandone l'uso della scienza in opposizione alla religione organizzata e la promozione di concetti quali la tolleranza e il deismo, che considerava frutto di una errata interpretazione del messaggio evangelico.

### Il soggiorno romano
Durante il suo soggiorno a Roma fu membro dell'Accademia dell'Arcadia nel 1754, con il nome di Alcisto Solaidio. Sotto questo pseudonimo contribuì, con un breve saggio, alla pubblicazione di "La morte di Nice", un dramma pastorale di Giulio Cesare Cordara, presentato in appendice all'opera. Diversi elementi indicano che nei suoi primi anni romani Guasco gravitasse attorno a circoli critici verso la Compagnia di Gesù e favorevoli al rinnovamento: la sua ammissione, probabilmente nel 1755 e sicuramente prima del 1758, in tre distinte e prestigiose accademie - l'Etrusca di Cortona, gli Affidati di Pavia e il Buon Gusto di Palermo - testimonia il suo interesse per gli studi antichitari e per le correnti riformiste, anche in ambito ecclesiastico. La pubblicazione a Venezia nel 1756 dell'opera "L'Epicuro difeso. Osservazioni critiche sopra la di lui filosofia", presso Giuseppe Bettinelli, rappresenta un altro segno della sua apertura verso posizioni non convenzionali per un ecclesiastico, in quanto il testo giustificava l'epicureismo, pur inquadrata nella visione malebranchiana del piacere come manifestazione della divinità. Infine, la redazione della prosecuzione degli "Annali d'Italia" di Ludovico Antonio Muratori, coprendo gli anni 1750-1764 e pubblicata anonimamente a Lucca nel 1764 con il titolo "Continuazione degli Annali d'Italia", sottolinea il suo impegno nel campo della storiografia e la vicinanza ai circoli intellettuali impegnati nel dibattito culturale e religioso del tempo.
Negli anni successivi alla pubblicazione dei suoi primi lavori, Francesco Eugenio Guasco proseguì la sua attività letteraria e accademica, nonostante alcune controversie. Un episodio significativo si verificò quando la sua continuazione degli "Annali d'Italia", venne inclusa senza attribuzione d'autore nella riedizione dell'opera a cura di Giovanni Gravier a Napoli nel 1778 come ultimo volume. In questo lavoro, Guasco offrì una narrazione degli eventi italiani legati all'espulsione dei Gesuiti dal Portogallo nel 1759 e dalla Francia nel 1764. Sebbene manifestasse empatia per le difficoltà incontrate dai membri dell'Ordine, non si astenne dal formulare giudizi critici verso la Compagnia di Gesù, distinguendo tra la stima per gli individui e la disapprovazione per lo "spirito" dell'organizzazione.
Nel 1758, Guasco pubblicò a Lucca "I riti funebri di Roma pagana", un'opera erudita che, oltre all'argomento principale, celebrava le virtù del mondo latino e il contributo di queste alla letteratura, con particolare enfasi sull'opera e sull'epicureismo di Orazio, evidenziandone l'ideale di equilibrio e moderazione. Durante questo periodo, Guasco lavorò anche a un poema eroicomico intitolato "La Quaderna soggiogata", che tuttavia non fu mai pubblicato a causa delle obiezioni di Carlo Emanuele III di Savoia, il quale, per motivi non pienamente chiariti, minacciò di ostracismo l'autore in caso di disobbedienza.
Nonostante gli ostacoli, Guasco continuò la sua attività letteraria con nuove pubblicazioni: traduzioni, commentari e contributi a opere di rilievo, come la sua versione del "La Congiura di Catilina" di Sallustio ed altre opere consultabili nella sezione dedicata di questa voce.
Guasco non si limitò alla scrittura, ma supportò anche le opere di altri intellettuali emergenti, come dimostrato dal suo finanziamento alla pubblicazione di traduzioni dell'abate Giacinto Cerutti. Tuttavia, l'amicizia con Cerutti, una figura controversa, gli attirò sospetti e malcontento a Roma, al punto che si diffusero voci infondate sulla loro co-autoria del periodico "Il Parlamento Ottaviano", che promuoveva idee di riforma moderata. Questi sospetti portarono perfino il cardinale Ludovico Maria Torriggiani a ordinare una temporanea sorveglianza su Guasco.

### Impegno nei Musei Capitolini
Il periodo tra il 1765 e il 1770 rimane poco documentato nella vita di Francesco Eugenio Guasco, ma è evidente che gli eventuali disaccordi o controversie precedenti vennero presto risolti. Questo si riflette nella pubblicazione delle sue poesie durante un'adunanza degli Arcadi nel 1768, dedicata all'acclamazione di Donna Odescalchi Chigi, e successivamente nella raccolta "Sonetti sopra argomenti diversi" ad Alessandria nel 1772. Tale ritorno alla pubblica stima si consolidò ulteriormente quando, nel novembre 1772, Guasco ricevette l'incarico, da papa Clemente XIV, che lo nominò custode e presidente dei Musei Capitolini, una posizione che mantenne per circa sei anni. Durante questo periodo, onorò il suo ruolo attraverso la pubblicazione dell'opera in tre volumi "Musæi Capitolini antiquæ inscriptiones" tra il 1775 e il 1778, dimostrando il forte legame tra il suo lavoro accademico ed erudito e l'incarico ricoperto al Museo.
Guasco continuò a esplorare temi legati all'antichità romana, come dimostrano le sue opere sulla cultura e le pratiche sepolcrali romane. Un'eccezione notevole in questo filone di ricerca fu il suo saggio "La morte di Ottone Cesare paragonata a quella di Catone Uticense", pubblicato nel 1772, che celebrava i valori della Roma repubblicana antica, sottolineando le virtù di equilibrio e moderazione.

### Ultimi Anni e Eredità
Nel 1778, Guasco lasciò la sua posizione al Museo Capitolino e l'anno successivo fu accolto nel capitolo della basilica di Santa Maria Maggiore a Roma, incarico che mantenne fino alla fine dei suoi giorni. Questo gli permise di dedicarsi con maggiore intensità agli studi classici, portando alla pubblicazione dell'edizione della "Apocolokyntosis" di Seneca nel 1787. Negli anni successivi, la sua attenzione si spostò verso la polemica religiosa, in particolare contro il giansenismo, un movimento che criticava per il suo anticurialismo e per gli attacchi all'autorità papale, in particolare quelli promossi dal vescovo di Pistoia Scipione de' Ricci.
Nonostante un breve periodo in cui fu considerato per la nomina a cardinale da papa Pio VI nel 1798, l'opposizione di ex gesuiti e loro sostenitori in Curia impedì tale riconoscimento. Il 22 dicembre 1798, nella sua residenza in Via Tor Sanguigna, nella parrocchia di Sant'Apollinare, Francesco Eugenio terminò il suo cammino terreno, lasciando un'eredità intellettuale complessa e multiforme. Il giorno seguente, il suo corpo fu portato alla chiesa di santa Maria Maddalena dei chierici regolari Ministri degli Infermi, dove fu esposto e sepolto secondo le sue volontà testamentarie. Il 12 gennaio 1799, furono celebrate le esequie capitolari nella basilica di Santa Maria Maggiore.

## Opere
- Lettere su Voltaire, Alessandria, 1753.
- Cisseo Panemo, La morte di Nice. Dramma pastorale con alcune osservazioni di Alcisto Solajdio, Genova, Bernardo Tarigo, 1754.
- Epicuro difeso: Osservazioni critiche sopar la di lui filosofia, Venezia, Giuseppe Bettinelli, 1756.
- I Riti funebri di Roma pagana descritti da Francesco Eugenio Guasco, Lucca, Filippo Maria Benedini, 1758.
- La Congiura di Catilina. Scritta da Salustio e volgarizzata da Francesco Eugenio Guasco, Napoli, 1760.
- Lettera del traduttore sopra un'antica statua rappresentante un oratore romano, in La Congiura di Catilina. Scritta da Salustio e volgarizzata da Francesco Eugenio Guasco, Napoli, 1760.
- Sopra la rinunzia fatta da Lucio Cornelio Silla della dittatura. Ragionamento di Fran. Eugenio Guasco, Roma, Giuseppe e Nicolò Grossi, 1762.
- Benedetto Menzini, Le satire di Benedetto Menzini poeta fiorentino con le note postume dell'abbate Rinaldo Maria Bracci publicate da un accademico Immobile [...] coll'aggiunta d'un ragionamento epistolare d'Alcisto Solajdio p.a. sopra l'uso della satira contro il parere di Pier Casimiro Romolini, Rinaldo Maria Bracci (note postume di), Napoli, Gennaro Rota, 1763.
- Contributo all'Eneide di Publio Virgilio Marone tradotta in versi da padre Antonio Ambrogi, con descrizione alfabetica dei luoghi nominati di F.E. Guasco, Roma, 1764[1]
- Continuazione degli Annali d'Italia, in Annali d'Italia compilati da Ludovico Antonio Muratori. Dal principio dell'Era Volgare fino all'anno MDCCL, Lucca, Leonardo Venturini, 1770.
- Dissertazione tusculana sopra un'antica iscrizione sepolcrale appartenente ad una ornatrice, Roma, Arcangelo Casaletti, 1771.
- La morte di Ottone Cesare paragonata con quella di Catone Uticense. Ragionamento accademico Francesco Eugenio Guasco, Torino, Ricca, 1772.
- Sonetti sopra argomenti diversi, Alessandria, 1772.
- Delle Ornatrici e de' loro uffizj, Napoli, Giovanni Gravier, 1775.
- (LA) Musæi Capitolini antiquæ inscriptiones a Francisco Eugenio Guasco eiusdem musei curatore P. nunc primum conjunctim editæ notisque illustrate, tomo I, Roma, Giovanni Generoso Salomone, 1775.
- (LA) Musæi Capitolini antiquæ inscriptiones a Francisco Eugenio Guasco eiusdem musei curatore P. nunc primum conjunctim editæ notisque illustrate, tomo II, Roma, Giovanni Generoso Salomone, 1775.
- (LA) Musæi Capitolini antiquæ inscriptiones a Francisco Eugenio Guasco eiusdem musei curatore P. nunc primum conjunctim editæ notisque illustrate, tomo III, Roma, Giovanni Generoso Salomone, 1775.
- Lettera critologica di don Giulio Senile Gerodulo di Vallecupa a don Beda Montormo gerarca di Radicofani sopra il sinodo di Pistoja, Barletta, 1789.
- Dizionario ricciano ed antiricciano compilato dal signor marchese Francesco Eugenio Guasco patrizio alessandrino, e canonico della basilica Liberiana, 3ª ed., Assisi, Ottavio Sgariglia, 1796.

## Ascendenza
|                            |                   |                              | Genitori                             |  |  | Nonni |  |  | Bisnonni                 |  |  | Trisnonni                |  |
|                            |                   |                              |                                      |  |  |       |  |  | Francesco Ottavio Guasco |  |  | Francesco Ottavio Guasco |  |
|                            |                   |                              |                                      |  |  |       |  |  | Francesco Ottavio Guasco |  |  | Francesco Ottavio Guasco |  |
|                            |                   | Anna Isimbardi               |                                      |  |  |       |  |  | Francesco Ottavio Guasco |  |  |                          |  |
| Giovanni Battista Guasco   |                   |                              |                                      |  |  |       |  |  | Francesco Ottavio Guasco |  |  |                          |  |
|                            |                   | Maria Ruiz d'Araciel         | Francisco Ruiz d'Araciel             |  |  |       |  |  |                          |  |  |                          |  |
|                            |                   | Maria Ruiz d'Araciel         | Francisco Ruiz d'Araciel             |  |  |       |  |  |                          |  |  |                          |  |
|                            |                   | Maria Ruiz d'Araciel         | N.N.                                 |  |  |       |  |  |                          |  |  |                          |  |
| Guarnerio Lorenzo Guasco   |                   | Maria Ruiz d'Araciel         |                                      |  |  |       |  |  |                          |  |  |                          |  |
|                            |                   | Giovanni Battista Ghilini    | Girolamo Ghilini                     |  |  |       |  |  |                          |  |  |                          |  |
|                            |                   | Giovanni Battista Ghilini    | Girolamo Ghilini                     |  |  |       |  |  |                          |  |  |                          |  |
|                            |                   | Giovanni Battista Ghilini    | Giacinta Bagliani                    |  |  |       |  |  |                          |  |  |                          |  |
| Giacinta Teresa Ghilini    |                   | Giovanni Battista Ghilini    |                                      |  |  |       |  |  |                          |  |  |                          |  |
|                            |                   | Eleonora Cipelli della Motta | Ascanio Cipelli della Motta          |  |  |       |  |  |                          |  |  |                          |  |
|                            |                   | Eleonora Cipelli della Motta | Ascanio Cipelli della Motta          |  |  |       |  |  |                          |  |  |                          |  |
|                            |                   | Eleonora Cipelli della Motta | Francesca Tornielli                  |  |  |       |  |  |                          |  |  |                          |  |
| Francesco Eugenio Guasco   |                   | Eleonora Cipelli della Motta |                                      |  |  |       |  |  |                          |  |  |                          |  |
|                            | Giorgio Turinetti | Ercole Turinetti             |                                      |  |  |       |  |  |                          |  |  |                          |  |
|                            | Giorgio Turinetti | Ercole Turinetti             |                                      |  |  |       |  |  |                          |  |  |                          |  |
|                            | Giorgio Turinetti | Maria Garagno                |                                      |  |  |       |  |  |                          |  |  |                          |  |
| Antonio Maurizio Turinetti | Giorgio Turinetti |                              |                                      |  |  |       |  |  |                          |  |  |                          |  |
|                            |                   | Maria Violante Valperga      | Pietro Francesco Valperga            |  |  |       |  |  |                          |  |  |                          |  |
|                            |                   | Maria Violante Valperga      | Pietro Francesco Valperga            |  |  |       |  |  |                          |  |  |                          |  |
|                            |                   | Maria Violante Valperga      | Violante Piossasco                   |  |  |       |  |  |                          |  |  |                          |  |
| Maria Violante Turinetti   |                   | Maria Violante Valperga      |                                      |  |  |       |  |  |                          |  |  |                          |  |
|                            |                   | Giovanni Girolamo Doria      | Gian Domenico Doria                  |  |  |       |  |  |                          |  |  |                          |  |
|                            |                   | Giovanni Girolamo Doria      | Gian Domenico Doria                  |  |  |       |  |  |                          |  |  |                          |  |
|                            |                   | Giovanni Girolamo Doria      | Costanza Valperga Asinari            |  |  |       |  |  |                          |  |  |                          |  |
| Rosa Gabriella Doria       |                   | Giovanni Girolamo Doria      |                                      |  |  |       |  |  |                          |  |  |                          |  |
|                            |                   | Margherita Scaglia           | Carlo Scaglia                        |  |  |       |  |  |                          |  |  |                          |  |
|                            |                   | Margherita Scaglia           | Carlo Scaglia                        |  |  |       |  |  |                          |  |  |                          |  |
|                            |                   | Margherita Scaglia           | Francesca De Saint-Michel d'Hermence |  |  |       |  |  |                          |  |  |                          |  |
|                            |                   | Margherita Scaglia           |                                      |  |  |       |  |  |                          |  |  |                          |  |

### Esplicative
1. ↑  Elogiato dalla Gazette littéraire de l'Europe, a pagina 329.

### Bibliografiche
1. ↑  Cesare Preti.
2. 1 2  Francesco Guasco di Bisio, tav. XVII.
3. 1 2  Olivia Montepaone, p. 222.
4. ↑  Dario Busolini.
5. ↑  Lettere su Voltaire.
6. ↑  Cisseo Panemo
7. ↑  Alcisto Solajdio
8. ↑  Annali d'Italia
9. ↑  Centro di studi muratoriani.
10. ↑  I Riti funebri di Roma pagana.
11. ↑  La Congiura di Catilina.
12. ↑  Giuseppe Pignatelli.
13. ↑  Musæi Capitolini antiquæ inscriptiones / I.
14. ↑  Musæi Capitolini antiquæ inscriptiones / II.
15. ↑  Musæi Capitolini antiquæ inscriptiones / III.
16. ↑  La morte di Ottone Cesare.

### Genealogica, araldica
- Francesco Guasco di Bisio, Famiglia Guasco di Alessandria, in Tavole genealogiche di famiglie nobili alessandrine e monferrine dal secolo IX al XX, vol. 1, Casale, Tipografia Cooperativa Bellatore, Bosco & C., 1924.
- Vittorio Spreti, Enciclopedia storico-nobiliare italiana, vol. 2, appendice, Milano, Editrice Stirpe, 1935.

### Storica, annalistica, trattatistica
- Lettere su Voltaire, Alessandria, 1753.
- Alcisto Solajdio, Epicuro difeso: Osservazioni critiche sopar la di lui filosofia, Venezia, Giuseppe Bettinelli, 1756.
- I Riti funebri di Roma pagana descritti da Francesco Eugenio Guasco, Lucca, Filippo Maria Benedini, 1758.
- Gaio Sallustio Crispo, La Congiura di Catilina. Scritta da Salustio e volgarizzata da Francesco Eugenio Guasco, traduzione di Francesco Eugenio Guasco, Napoli, 1760.
- Sopra la rinunzia fatta da Lucio Cornelio Silla della dittatura. Ragionamento di Fran. Eugenio Guasco, Roma, Giuseppe e Nicolò Grossi, 1762.
- Francesco Eugenio Guasco, Lettera del traduttore sopra un'antica statua rappresentante un oratore romano, in Gaio Sallustio Crispo, La Congiura di Catilina. Scritta da Salustio e volgarizzata da Francesco Eugenio Guasco, Napoli, 1760.
- Continuazione degli Annali d'Italia, in Annali d'Italia compilati da Ludovico Antonio Muratori. Dal principio dell'Era Volgare fino all'anno MDCCL, Lucca, Leonardo Venturini, 1770.
- Francesco Eugenio Guasco, Dissertazione tusculana sopra un'antica iscrizione sepolcrale appartenente ad una ornatrice, Roma, Arcangelo Casaletti, 1771.
- La morte di Ottone Cesare paragonata con quella di Catone Uticense. Ragionamento accademico Francesco Eugenio Guasco, Torino, Ricca, 1772.
- Francesco Eugenio Guasco, Delle Ornatrici e de' loro uffizj, Napoli, Giovanni Gravier, 1775.
- (LA) Francesco Eugenio Guasco, Musæi Capitolini antiquæ inscriptiones a Francisco Eugenio Guasco eiusdem musei curatore P. nunc primum conjunctim editæ notisque illustrate, tomo I, Roma, Giovanni Generoso Salomone, 1775.
- (LA) Francesco Eugenio Guasco, Musæi Capitolini antiquæ inscriptiones a Francisco Eugenio Guasco eiusdem musei curatore P. nunc primum conjunctim editæ notisque illustrate, tomo II, Roma, Giovanni Generoso Salomone, 1775.
- (LA) Francesco Eugenio Guasco, Musæi Capitolini antiquæ inscriptiones a Francisco Eugenio Guasco eiusdem musei curatore P. nunc primum conjunctim editæ notisque illustrate, tomo III, Roma, Giovanni Generoso Salomone, 1775.
- Francesco Eugenio Guasco, Lettera critologica di don Giulio Senile Gerodulo di Vallecupa a don Beda Montormo gerarca di Radicofani sopra il sinodo di Pistoja, Barletta, 1789.
- Dizionario ricciano ed antiricciano compilato dal signor marchese Francesco Eugenio Guasco patrizio alessandrino, e canonico della basilica Liberiana, 3ª ed., Assisi, Ottavio Sgariglia, 1796.
- T. Santagostino, Settecento in Alessandria, Alessandria, Tipografia Ferrari - Occella, 1947.

### Biografica
- Dario Busolini, Carlo Guasco, in Dizionario biografico degli italiani, vol. 60, Roma, Istituto dell'Enciclopedia Italiana, 2003.
- Cesare Preti, Francesco Eugenio Guasco, in Dizionario biografico degli italiani, vol. 60, Roma, Istituto dell'Enciclopedia Italiana, 2003.
- Giuseppe Pignatelli, Giacinto Cerutti, in Dizionario biografico degli italiani, vol. 24, Roma, Istituto dell'Enciclopedia Italiana, 1980.

### Poetica, narrativa
- Cisseo Panemo, La morte di Nice. Dramma pastorale con alcune osservazioni di Alcisto Solajdio, Genova, Bernardo Tarigo, 1754.
- Tommaso Vallauri, Storia della poesia in Piemonte, vol. 2, Torino, Chirio e Mina, 1847.

### Ricerche, studi, convegni, pubblicazioni
- Gazette littéraire de l'Europe [Gazzetta letteraria d'Europa] (PDF), vol. 13, n. 47, Parigi, Imprimerie de la Gazette de France, 28 novembre 1764.
- Olivia Montepaone, Le edizioni dell’Apocolocyntosis (1513-1808): linee	di storia di una tradizione	testuale (Tesi di dottorato) (PDF), in Dottorato in Scienze del Patrimonio Artistico, Letterario e Ambientale, Professor Giovanni Benedetto, relatore, Milano, Università degli Studi di Milano, febbraio 2018.

### Risosrse in rete
- Opere di L. A. Muratori, su centrostudimuratoriani.it, Modena, Centro di studi muratoriani.